# Volker Springel
Volker Springel (* 18. November 1970 in Backnang) ist ein deutscher Astrophysiker und Kosmologe. Er ist Direktor am Max-Planck-Institut für Astrophysik, er leitet dort den Wissenschaftsbereich Numerische Astrophysik.

## Leben
Springel studierte ab 1991 Physik an der Universität Tübingen als Stipendiat der Studienstiftung des Deutschen Volkes (mit einjährigem Aufenthalt als Austauschstudent an der Universität Berkeley 1994/95) mit dem Diplomabschluss 1996 an der Universität Tübingen bei Hanns Ruder und dem Max-Planck-Institut für Astrophysik bei Simon White (Topology and Luminosity Function of the PSCz Redshift Survey). 2000 wurde er am MPI für Astrophysik und der Ludwig-Maximilians-Universität München bei Simon White in Astrophysik promoviert (On the formation and evolution of galaxies). Als Post-Doktorand war er am Harvard-Smithsonian Center for Astrophysics der Harvard University, arbeitete kurz als Unternehmensberater und war dann am MPI für Astrophysik in Garching, wo er 2003 fest angestellt wurde und ab 2005 Gruppenleiter wurde. Von 2010 bis 2018 war Professor für Theoretische Astrophysik an der Universität Heidelberg und Leiter der Gruppe Theoretische Astrophysik am Heidelberger Institut für Theoretische Studien (HITS). 2012 wurde er externes Mitglied der Max-Planck-Gesellschaft am Max-Planck-Institut für Astronomie in Heidelberg und seit 2018 ist er wissenschaftliches Mitglied und Direktor am Max-Planck-Institut für Astrophysik in Garching.

## Forschungsgebiete
Springel befasst sich insbesondere mit numerischen Simulationen der Entstehung der verschiedensten Galaxienformen. Beispielsweise war er maßgeblich an der Millennium-Simulation beteiligt, die die Supercomputer am Rechenzentrum des MPIs einen Monat beschäftigte und die Entwicklung eines Kubus von 2 Milliarden Lichtjahren Kantenlänge mit rund 20 Millionen Galaxien simulierte. Ein weiteres Forschungsfeld sind numerische Simulationen, um die Rolle dunkler Materie aufzuklären (zum Beispiel durch Simulation unterschiedlicher kosmologischer Modelle dunkler Energie und dunkler Materie) und mögliche Experimente zu ihrer Entdeckung (etwa aus der Annihilation).
Springel simulierte mit Kollegen auch die Entwicklung und Kollision von Galaxien mit supermassiven schwarzen Löchern. Dabei fand er, dass sich zunächst Quasare bilden, die so viel Energie freisetzen, dass das Gas aus der Umgebung der schwarzen Lochs herausgeschleudert wird und die weitere Sternentstehung unterdrückt wird und auch das weitere Wachstum des supermassiven schwarzen Lochs. Das löste auch ein Problem der Simulation der Galaxienentstehung im frühen Kosmos, die eine viel höhere Sterndichte ergaben als beobachtet wurde. Damit konnten sie auch die Beziehung zwischen der Masse des schwarzen Loches und der Geschwindigkeitsverteilung der Sterne in der Galaxie erklären und sagten eine Begrenzung der Quasar-Phase auf 100 Millionen Jahre vorher.

## Auszeichnungen
Im Jahr 2004 erhielt Springel den Heinz-Maier-Leibnitz-Preis und 2000 die Otto-Hahn-Medaille der Max-Planck-Gesellschaft. 2009 erhielt er den Klung-Wilhelmy-Weberbank-Preis für seine Arbeiten in der numerischen Astrophysik, insbesondere über die Entstehung von Galaxien und superschweren Schwarzen Löchern. 2013 erhielt er einen ERC Consolidator Grant.
Er war von 2006 bis 2011 Mitglied der Jungen Akademie, die von der Berlin-Brandenburgischen Akademie der Wissenschaften und der Leopoldina getragen wird. 2016 wurde Volker Springel zum Mitglied (Matrikel-Nr. 7681) der Leopoldina gewählt. Seit 2020 ist er Mitglied der National Academy of Sciences. 2020 erhielt er (gemeinsam mit Lars Hernquist) den Gruber-Preis für Kosmologie. Für 2021 wurde Springel ein Gottfried Wilhelm Leibniz-Preis zugesprochen.

## Schriften
- mit Simon D. White, G. Tormen, G. Kauffmann: Populating a cluster of galaxies – I. Results at z = 0, Monthly Notices Roy. Astr. Soc., Band 328, 2001, S. 726–750
- mit N. Yoshida, S. D. M. White: GADGET: a code for collisionless and gasdynamical cosmological simulations, New Astronomy, Band 6, 2001, S. 79–117
- Die Entstehung der Galaxien. In: Physik Journal. Band 2, Nr. 6, 2003, S. 31–38 (Online).
- mit L. Hernquist: Cosmological smoothed particle hydrodynamics simulations: a hybrid multiphase model for star formation, Monthly Notices Roy. Astron. Soc., Band 339, 2003, S. 289–311
- Die Millenium-Simulation – Mit einem Superrechner auf den Spuren der Galaxien. In: Sterne und Weltraum. Band 45, 1. November 2006, S. 30–40.
- mit Simon White: Fitting the universe on a supercomputer. In: Computing in Science Engineering. Band 1, Nr. 2, April 1999, S. 36–45, doi:10.1109/5992.753045.
- Superrechner in der Kosmologie. In: Informatik-Spektrum. Band 32, Nr. 6, 2009, S. 449–457, doi:10.1007/s00287-009-0385-y.
- mit T. Di Matteo, L. Hernquist: Modelling feedback from stars and black holes in galaxy mergers, Monthly Notices Roy. Astron. Soc., Band 361, 2005, S. 776–794
- mit Tiziana Di Matteo, Lars Hernquist: Energy input from quasars regulates the growth and activity of black holes and their host galaxies, Nature, Band 433, 2005, S. 604–607
- The Cosmological simulation code GADGET-2, Monthly Notices of the Royal Astronomical Society, Band 364, 2005, S. 1105–1134
- mit anderen: Simulating the joint evolution of quasars, galaxies and their large-scale distribution, Nature, Band 435, 2005, S. 629–636
- mit S. D. M. White, C. S. Frenk u. a.: Simulations of the formation, evolution and clustering of galaxies and quasars, Nature, Band 435, 2005, S. 629
- mit Darren J. Croton, Simon White, C. S. Frenk, G. De Lucia, L. Gao, A. Jenkins, G. Kauffmann, J.F. Navarro, N. Yoshida: The Many lives of AGN: Cooling flows, black holes and the luminosities and colours of galaxies, Monthly Notices of the Royal Astronomical Society, Band 365, 2006, S. 11–28, Erratum: Mon.Not.Roy.Astron.Soc., Band 367, 2006, S. 864
- mit P. F. Hopkins, Hernquist, Di Matteo, T. J. Cox, B. Robertson: A unified, merger-driven model of the origin of starbursts, quasars, the cosmic X-ray background, supermassive black holes, and galaxy spheroids, Astroph. J. Suppl. Ser., Band 163, 2006, S. 1
- mit J. Wang u. a.: The Aquarius Project: the subhaloes of galactic haloes, Monthly Notices of the Royal Astronomical Society, Band 391, 2008, S. 1685–1711